# Patricia (cráter)

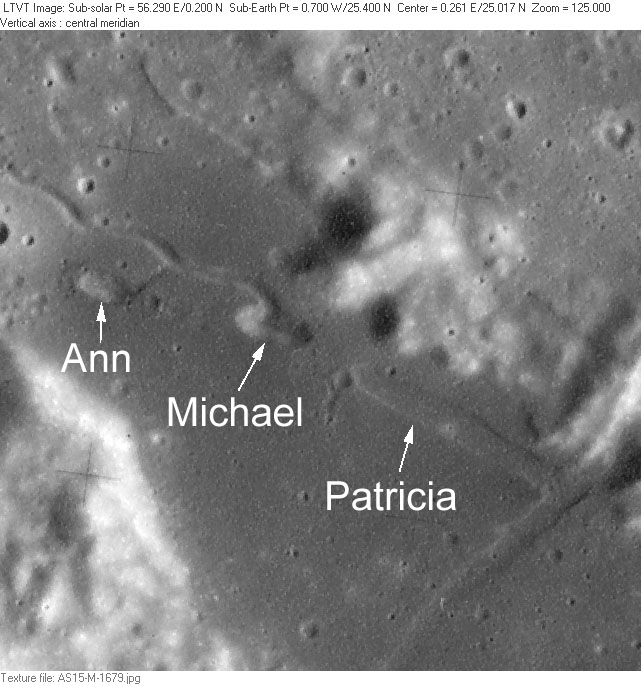
Cráteres Ann, Michael y Patricia (imagen LRO)

Patricia es una pequeña depresión alargada perteneciente a la cara visible de la Luna, situada en el extremo sur del Palus Putredinis. Los cráteres vecinos más cercanos son Michael y Ann, ambos al noroeste. Al sureste se halla la Rima Bradley.
|  |
|  |

Es una depresión de forma alargada (de aproximadamente 11.5 × 1.5 km), que se extiende paralela a una serie de grietas cercanas. Solo la Rima Bradley (con la que se conecta en su extremo sureste), es casi perpendicular al resto de elementos de la zona.

## Designación
Cinco de los cráteres próximos a la Rima Bradley poseen nombres oficiales, que proceden de anotaciones originales no oficiales utilizadas en la hoja 41A3/S1 de la serie de mapas Lunar Topophotomap de la NASA. La designación fue adoptada por la UAI en 1976.